# 尼諾茨明達市鎮

41°15′52″N 43°35′27″E / 41.26444°N 43.59083°E
尼諾茨明達市鎮，是格魯吉亚南部薩姆茨赫-賈瓦赫蒂大区的市镇，行政中心为尼諾茨明達。市镇面積为1,354平方公里，2014年人口数量为24,491人，人口密度每平方公里18人。